# Al Aronowitz
Pour les articles homonymes, voir Aronowitz.
Al Aronowitz, né le 20 mai 1928 et décédé le 1er août 2005, était un journaliste américain spécialisé dans le rock.
Ce critique de rock reste dans les mémoires pour avoir présenté Bob Dylan aux Beatles en 1964 lors d'un passage à New York. Ce soir là, Aronowitz initie également les Beatles au cannabis.